# Vacanze sulla Costa Smeralda
Vacanze sulla Costa Smeralda è un film del 1968 diretto da Ruggero Deodato.

## Trama
Baja Sardinia, Costa Smeralda, estate 1968. Due albergatori si contendono il flusso dei turisti che affollano le località della splendida costiera sarda, senza rinunciare a scherzi anche cattivi.
Il signor Schiavone, per attirare clienti nel suo Club Hotel, ingaggia il presentatore Pippo Sabaudo. Come contromossa, il suo rivale, commendatore Grassu, invita, come intrattenitore degli ospiti del proprio resort, il cantante Tony Martin di cui si innamora, ricambiata, la figlia di Grassu, Gianna.

## Curiosità
- Sul set del film il regista Ruggero Deodato conobbe l'attrice Silvia Dionisio con la quale, poco tempo dopo, convolerà a nozze.
- Little Tony, che interpreta il cantante Tony Martin, esegue le seguenti canzoni: Cuore matto, Prega prega, Gentle on my mind, in 30 secondi.
- Nel corso del film si vedono in più occasioni gruppi folk in costumi tradizionali della Sardegna eseguire delle coreografie di ballo, ma la colonna sonora esegue contemporaneamente vivaci quanto improponibili motivi di manifesta origine non isolana.